# دهستان اوجان شرقی
دهستان اوجان شرقی یکی از دهستان‌های استان آذربایجان شرقی است که در بخش تیکمه‌داش شهرستان بستان‌آباد واقع شده‌است. بزرگترین روستاهای ان قره بابا و عین الدین هستند.